# Jezero St. Moritz
Jezero St. Moritz (nemško St. Moritzersee, romansko Lej da San Murezzan) je ledeniško jezero v St. Moritzu v Švici. S površino 0,78 km² je manjše od glavnih jezer v dolini Zgornjega Engadina (jezero Sils, jezero Silvaplana).

## Geografija
Skozi jezero St. Moritz teče reka Inn, tako kot skozi jezero Sils, jezero Silvaplana in Lej da Champfèr. Nadmorska višina je 1768 m. Središče St. Moritza je dvignjeno nad severnim bregom, na njegovem zahodnem koncu so zdravilni vrelci St. Moritz-Bad.
Jezero leži med gorama Piz Rosatsch (3123 m nadmorske višine) na jugu in Piz Nair (3056 m nadmorske višine) na severu. Severno od jezera hrib Ruinatsch zapira dolino reke Inn, ki si je skozenj utrla izhod v obliki 1200m dolge ozke soteske Charnadüra.

## Poraba za energijo
Takoj ob izstopu, ko je Inn zapustil jezero, je padal čez slap, ki ga danes ni več. Od leta 1932 dva 14 metrov široka jezova uravnavata odtok iz jezera in ohranjata gladino. Voda je zajezena do višine 120 centimetrov. Ribja lestev omogoča ribam, da premagajo jez.
Od leta 1892 je elektrarna Charnadüra uporabljala vodo iz jezera in jo predelovala v strojnici 21,5 metrov nižje v Charnadüri. Leta 1932 jo je zamenjala elektrarna Islas, ki uporablja celoten gradient med jezerom St. Moritz in dnom doline Celerina.

## Dogodki
Vsak januar ali v začetku februarja se na jezeru odvijajo Polo tekme. V primerjavi s polom, ki se igra poleti, se uporablja nekoliko večja in svetlejša rdeča žoga, ki je dobro vidna v snegu.
Vsak februar tri vikende na zaledenelem jezeru potekajo konjske dirke. Te dirke, imenovane White Turf, potekajo od leta 1907 in pripeljejo bogate turiste na jezero na šampanjec in stave. 
To je tudi lokacija, kjer so športni navdušenci izumili šport skijoring. V tej vrsti dirk tekmujejo čistokrvni konji brez jezdecev na hrbtu, vlečejo smučarje. Medtem ko se ta šport igra tudi v drugih alpskih državah, je še vedno v glavnem v regiji, kjer izvira. Šport se je razvil od prve dirke leta 1906; dirko, ki je potekala na cesti od St. Moritza do Champferja in na kateri sta zmagala predsednik Smučarskega kluba Alpina Philip Mark in njegov konj Blitz (nem. strela). Danes dirka poteka podobno kot druge konjske dirke, saj vsi konji štartajo ob istem času in tečejo po stezi. Krmiljenje je zelo težko, kar znatno zaplete dirko, kar zahteva veliko moči in spretnosti športnikov. Smučar z največ točkami po treh zaporednih tekmah v nedeljah je okronan za "kralja doline Engadin". 
Poleg skijoringa potekajo tradicionalne ravninske in kasaške dirke na različne razdalje. Do nedavnega je bilo na jezeru tudi parkirišče za obiskovalce, vendar je to od takrat prepovedano.
Prvi turnir v kriketu na zaledenelem jezeru je potekal leta 1988. Angleški igralec kriketa David Gower je januarja 1990 svoj najeti avtomobil parkiral na ledu; čez noč je prebil led in potonil.

## Galerija
- Polo-turnir na zaledenelem jezeru
- A view of Lake St. Moritz in winter 2013, Switzerland
- Frozen Lake St. Moritz and St. Moritz town in winter
- A view of St. Moritz from frozen Lake St. Moritz
- Zahodni del jezera